# 同一首歌
《同一首歌》是中国中央电视台综艺频道播出的音乐电视节目，2000年1月27日開播。在央视索福瑞发布年度《中国电视市场报告》以及相关收视率调查中，《同一首歌》连续多个月排行央视收视率第一名。2013年8月，策划人钟思潜表示，《同一首歌》正式停播。

## 主题曲
- 《同一首歌》节目主题曲由毛阿敏主唱
- 陈哲、胡迎节作词，孟卫东曲

由于中国中央电视台采用歌曲的名字作为电视节目的名字，所以该歌作者与节目组引起版权纠纷，作者要求央视承担法律责任。

## 参看
- 中国中央电视台综艺频道
- 欢乐中国行
  - 综艺盛典
- CCTV-MTV音乐盛典
- 中韩歌会
- 中日歌会
- 中新歌会
- 毛阿敏